# گرابووسکیه
گرابووسکیه (به لهستانی:  Grabowskie) یک روستا در لهستان است که در گمینا گرابووو واقع شده‌است.